# 防長四湯
防長四湯（ぼうちょうよんとう）は、山口県（旧長門国・周防国）に存在する温泉のうち、以下の4つの温泉を指した呼称である。
- 湯田温泉（山口市）
- 長門湯本温泉（長門市）
- 俵山温泉（長門市）
- 川棚温泉（下関市）

いずれも開湯の起源が古く、江戸時代には萩藩や長府藩の藩主にも利用された。山口県内の温泉はすべて非火山性であるため源泉温度が25℃未満のものが多数であるが、湯田温泉の源泉温度は70℃以上と高温であり、他の三つの温泉も源泉は40℃前後と比較的高い。泉質は湯田・長門湯本・俵山が単純温泉、川棚が放射能泉（含弱放射能―カルシウム・ナトリウム―塩化物泉）で、いずれも無色透明の清澄な湯である。
湧出量の多い湯田温泉は早くから開発が進み、“山陽路随一”ともいわれる温泉街が形成され、多くの旅館・ホテルが建ち並んでいる。長門湯本・川棚も内湯を持つホテル・旅館が軒を連ねている。その一方、俵山温泉は昔ながらの湯治場としての風情を残しており、内湯を持つ旅館は少なく、多くの旅館は共同浴場（「町の湯」・「白猿の湯」）を外湯として利用している。
近年、各温泉地は利用客の減少に苦しみ、宿泊施設や入浴施設の閉業が続いている。その中で、長門湯本温泉は長門市が星野リゾートと提携し、温泉街全体の再生に取り組んでいる。